# Reakcja pogańska w Polsce

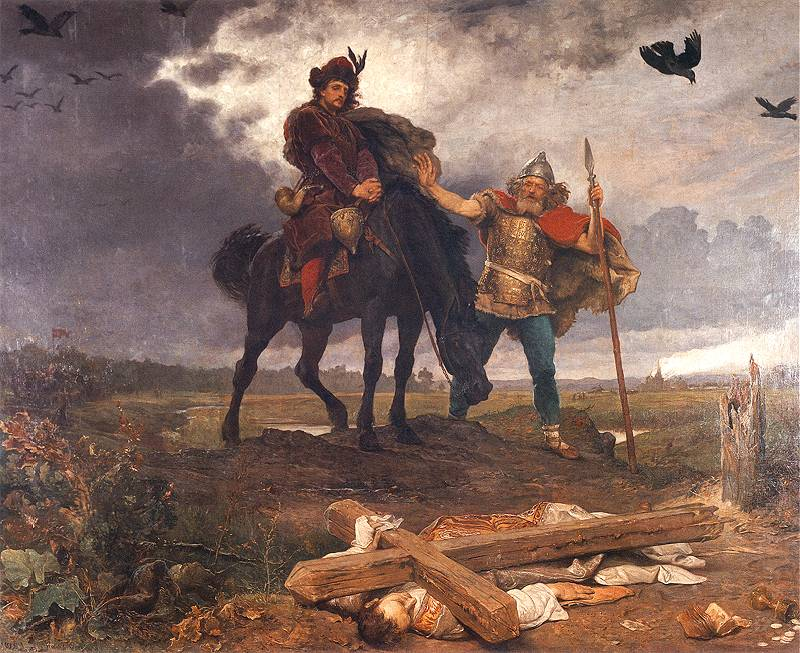
Powrót Kazimierza I Odnowiciela do Polski, obraz Wojciecha Gersona ukazujący skutki reakcji pogańskiej

Reakcja pogańska w Polsce – seria wystąpień ludności ziem polskich okresu wczesnofeudalnego, skierowanych przeciwko wzrostowi powinności prawa książęcego oraz przeciwko odgórnemu wprowadzaniu chrześcijaństwa. Punktem kulminacyjnym tych zaburzeń było powstanie ludowe, które wybuchło w 1038 roku w Wielkopolsce, doprowadzając do anarchii wewnętrznej.

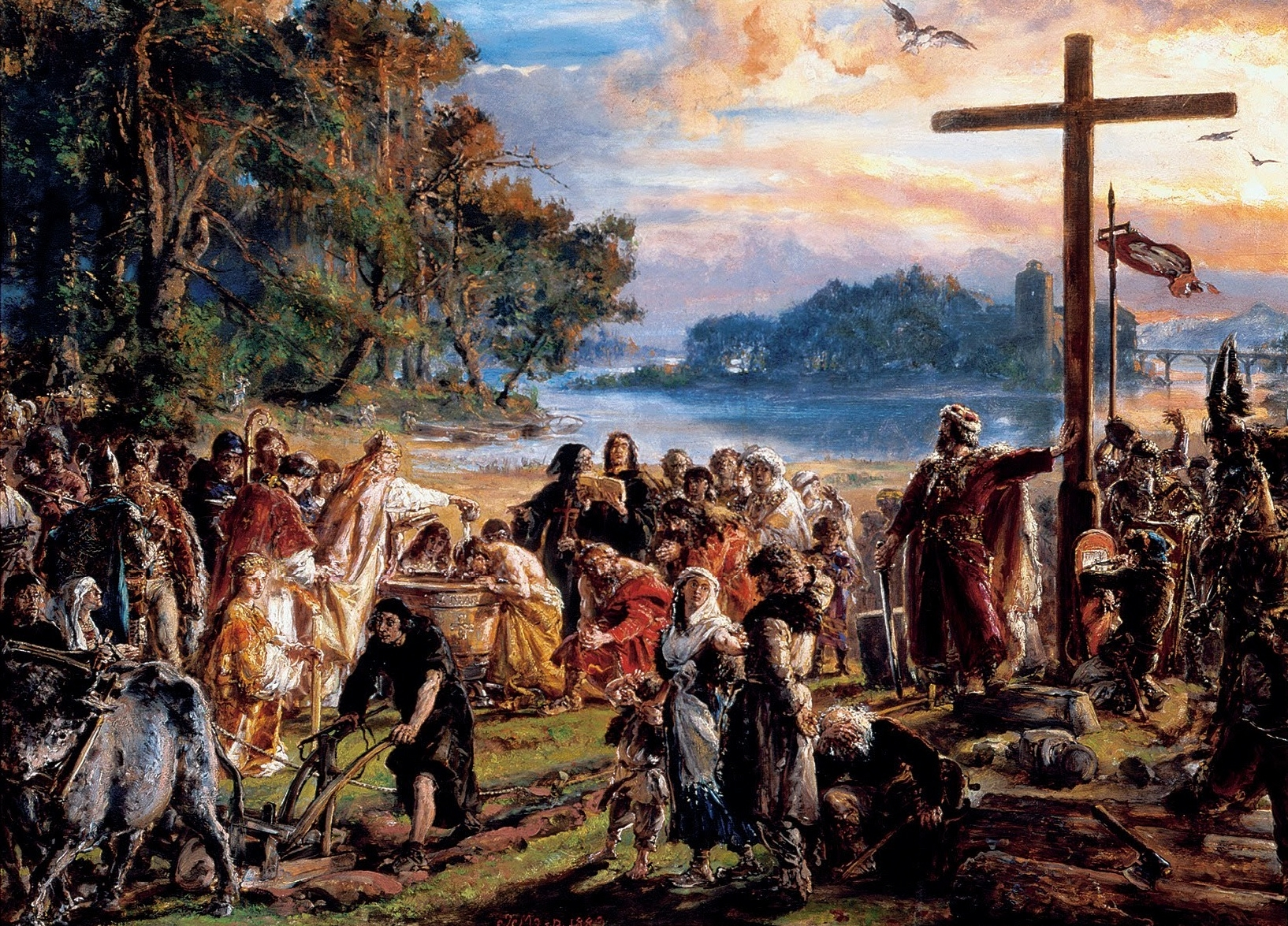
Obraz Jana Matejki, Zaprowadzenie chrześcijaństwa

## Przyjęcie chrztu
Na ziemiach polskich przed przyjęciem chrześcijaństwa panował politeizm lub, według innych, prototeizm (kult Swaroga – boga nieba). Czczono siły natury utożsamiane z wieloma bóstwami, a także duchy przodków. Niektóre z bóstw występowały równocześnie u wielu plemion, inne, o zasięgu lokalnym, obdarzone były szczególną czcią wyłącznie w ramach jednego plemienia czy nawet związku sąsiedzkiego. Podobnie każdy ród miał swoje duchy przodków, które otaczał czcią. Wyznający politeizm Słowianie wierzyli, że bóg obcego plemienia jest tak samo realny, jak bóg ich plemienia. Praktyka religii słowiańskiej dopuszczała możliwość rezygnacji z kultu danego bóstwa na rzecz innego, gdyby ten miał okazać się silniejszy.
W ocenie niektórych historyków, takich jak Stanisław Trawkowski, elity sprawujące władzę w Gnieźnie, na czele których stał Mieszko I, musiały uważać Boga zwycięskich Sasów i Czechów za silniejszego. Z uwagi na brak bezpośredniej konfrontacji z imperium Ottonów nie było podstaw, by uznać „boga Niemców” za wrogiego Słowianom, tak jak stało się to na Połabszczyźnie. Przyjęcie jego kultu jawiło się w myśl tego światopoglądu jako pożądane. To przekonanie, połączone z politycznymi korzyściami przejścia na chrześcijaństwo, skłoniło do podjęcia takiej decyzji. Chrzest miał jednak przede wszystkim wymiar polityczny, a zachowanie Mieszka I w tamtym czasie świadczy o jego świetnym rozeznaniu i dalekowzroczności. Na krótką metę pozwoliło na ugruntowanie sojuszu z państwem czeskim (a przez to zneutralizowanie sojuszu czesko-wieleckiego), a na dłuższą metę spowodowało umocnienie jego władzy przez religijne jej usankcjonowanie i równocześnie pomogło ugruntować samodzielną pozycję państwa Polan w chrześcijańskiej Europie.
Po przyjęciu chrześcijaństwa zaczęto do Polski ściągać duchownych. Było to korzystne dla rozwoju kraju, gdyż byli to najlepiej wykształceni ludzie ówczesnej Europy. Uczyli nowej religii, a także wprowadzili do Polski pismo łacińskie. Dało to początek literaturze pisanej na ziemiach polskich. Klasztory i kościoły były ośrodkami życia intelektualnego i artystycznego. Duchowni znali również tajniki uprawy roli. Nauczyli Polan melioracji podmokłych terenów, wprowadzili nowe narzędzia oraz dwupolówkę, co doprowadziło do rozwoju gospodarki rolnej. Przyjęcie chrześcijaństwa przyczyniło się do rozwoju budownictwa. Powstały romańskie kamienne kościoły, które zapoczątkowały nowy styl w architekturze nieznany wcześniej na ziemiach polskich. Pojawiło się malarstwo i rzeźba sakralna. Z czasem powstały też szkoły katedralne, które kształciły młodych ludzi na wysokim jak na tamte czasy poziomie.

## Stosunek ludności do nowej religii

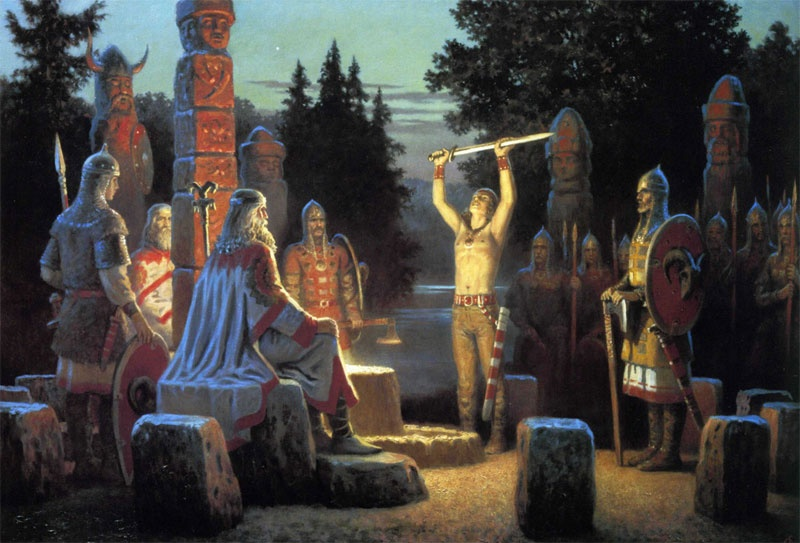
Słowiańscy poganie

Nowa religia była atrakcyjna dla wyższych warstw społecznych, a także mieszkańców grodów i podgrodzi, którzy w większym stopniu dostrzegali praktyczne korzyści przyjęcia chrztu, a także mieli wiele okazji, by poznać duchową stronę chrześcijaństwa.
Z drugiej jednak strony dla mieszkańców odległych od centrów osad, wychowanych w kulturze pogańskiej, wiara chrześcijańska mimo chrztu pozostawała obca. W 966 roku prócz Mieszka chrzest przyjęło tylko jego najbliższe otoczenie. Po przybyciu misji Jordana urządzono masowe chrzty członków drużyny oraz mieszkańców podgrodzi. Jednak pomimo misji chrystianizacyjnych – w tym nawet późniejszych, przeprowadzanych przez Ottona z Bambergu w latach 1124–1125 oraz 1128 – większość ludności w praktyce nadal pozostawała poganami.
Praktycznie nie było czasu na jednostkowe przekonywanie i wyjaśnianie zasad nowej wiary. Starochrześcijański katechumenat – czas nauki wiary i indywidualnego dojrzewania do przyjęcia chrztu – zaniedbano, ograniczając się do wygłoszenia przed chrztem kazań, które ukazywały wielkość chrześcijaństwa oraz niemoc bogów pogańskich – co dodatkowo udowadniano przez niszczenie ich świątyń i posągów. Bóstwa słowiańskie chrześcijanie identyfikowali z diabłami. Słowianie przed zaprowadzeniem chrześcijaństwa jednak, jak pisze Aleksander Brückner: „(...) nic o piekle ani żadnym diable nie wiedzieli, naw ani siedziba welów nie są piekłem ani Weles diabłem, to są nabytki chrześcijańskie”. Praktyka wiary obejmowała udział w niedzielnej mszy, zachowania postów, przyjmowanie kilku sakramentów. Na straży ich przestrzegania stała władza państwowa, stosująca niekiedy przymus. Według Thietmara za złamanie postu wybijano w Polsce zęby.
O ile ogólnoplemienne kulty likwidowano łatwo, sakralne i magiczne formy życia rodzinnego były głęboko zakorzenione w świadomości oraz kulturze. Jeszcze w XII wieku mieszkańcy osad śródleśnych spalali swych zmarłych pogańskim obyczajem na stosach, a nie grzebali jak chrześcijanie.

## Reakcje pogańskie – kontrowersje wokół terminu
W czasach kryzysu, albo w sytuacji wzrostu ucisku ze strony państwa, możnowładztwa i Kościoła, wybuchały na ziemiach polskich zamieszki, które zwykło się nazywać reakcjami pogańskimi. Nie dysponujemy szczegółowymi informacjami dotyczącymi ich przebiegu. Zdaniem historyka Gerarda Labudy, być może jakaś grupa kapłanów pogańskich, działająca w podziemiu, wykorzystywała niezadowolenie ludności i wskazywała jako wroga – Boga chrześcijan. Rocznikarze ówcześni jednym zdaniem często piszą, że lud powstał przeciw możnym i chrześcijaństwu, nie rozwijając tego tematu. Niektórzy historycy (m.in. Labuda) sugerują, że „porzucenie wiary chrześcijańskiej” odegrało w powstaniach rolę drugorzędną, a ich celem była walka z wyzyskiem możnowładców, w tym także duchownych, oraz instytucjami państwowymi. Z zachowanych przekazów wynika, że w 1038 roku, kiedy Czesi wkraczali do ogarniętej zamieszkami Polski, zastali nienaruszone świątynie w Krakowie, Gnieźnie i w innych miastach. Nic nie wskazywało, że doszło w Polsce do odrodzenia pogaństwa. Być może ówcześni kronikarze nazywali powstańców poganami, by zdyskredytować ich w oczach chrześcijańskiej opinii publicznej.

## Ważniejsze rozruchy związane z reakcją pogańską

### Czasy Bolesława Chrobrego
Czasy Bolesława Chrobrego były okresem ekspansji państwa polskiego i wzrostu jego znaczenia na arenie międzynarodowej. Jednak ciągłe wojny prowadzone przez Bolesława z niemal wszystkimi sąsiadami spowodowały z jednej strony izolację kraju na arenie międzynarodowej, z drugiej zaś wzrost ciężarów ponoszonych przez społeczeństwo na rzecz książęcej armii i administracji, zarówno świeckiej, jak i kościelnej. Średniowieczni kronikarze polscy, z Gallem Anonimem na czele, zwykle przedstawiają Bolesława jako idealnego władcę wielbionego przez poddanych.
Już za jego rządów można dostrzec pewne symptomy niezadowolenia społecznego:
- 1005 – Utrata Pomorza Zachodniego – korzystając z wojny toczonej przez Bolesława z Cesarstwem niemieckim i jego sojusznikami (Czechami i Wieletami), Pomorzanie zdołali wyrwać się spod władzy księcia polskiego i ogłosić niepodległość. Bolesław, zajęty na innych frontach, nie był w stanie temu zapobiec. Nie jest pewne, w jakim stopniu można to uznać za przejaw reakcji pogańskiej, a w jakim za przejaw patriotyzmu lokalnego i ambicji miejscowych książąt, jednak fakt, że Pomorzanie po wyzwoleniu powrócili do kultów pogańskich sugeruje, że religia nie była w tym obojętna.
- 1022 – Według ruskiej Powieści dorocznej[potrzebny przypis] i czeskiej kroniki Kosmasa, w roku 1022 doszło na ziemiach polskich do wystąpienia ludności przeciwko panom i religii chrześcijańskiej. Nie ma żadnych szczegółów tego buntu. Prawdopodobnie został on stłumiony[12].

### Czasy Mieszka II
Mieszko II kontynuował rozpoczętą przez ojca politykę ekspansji i umacniania potęgi państwa. Mimo jednak zwycięstw, jakie odnosił na początku w wojnie z cesarstwem niemieckim (1028–1029), w kraju narastało niezadowolenie.
- 1025 – Powieść doroczna i Kosmas podają[potrzebny przypis], że w roku 1025, po śmierci Bolesława Chrobrego, doszło na ziemiach polskich ponownie do wystąpienia przeciwko panom i religii chrześcijańskiej. Prawdopodobnie bunt ten także został stłumiony[12].

- 1030–1032 – Kolejny bunt, który wybuchł na początku lat 30. XI wieku. O buncie tym pod datą 1030 Powieść doroczna podaje: „Ludzie, powstawszy, pozabijali biskupów, popów i bojarów i było u nich powstanie”. Te same informacje podaje Kosmas, ale pod rokiem 1032[potrzebny przypis]. W roku 1031 Mieszko II prowadził wojnę z Rusią Kijowską i Cesarstwem Niemieckim. Być może to zamieszki w kraju spowodowały załamanie frontu wschodniego, w następstwie czego wojska ruskie wkroczyły do Polski, przepędziły króla Mieszka i osadziły na tronie jego brata Bezpryma. Być może to sam Bezprym rozpętał w Polsce zamieszki celem zdobycia władzy. Zdobytą władzą nie cieszył się jednak długo, gdyż wkrótce zginął zamordowany z powodu „niespotykanej srogości rządów”, ale też nie bez wpływu „spisku swoich braci” (tzn. Mieszka i Ottona)[13].

### Czasy Kazimierza Odnowiciela – powstanie ludowe

Zasięg reakcji pogańskiej ok. 1038 roku

Po śmierci Mieszka II władzę przejął jego syn Kazimierz. Wówczas w bliżej nieokreślonych okolicznościach doszło do buntu możnowładców. Bunt zmusił Kazimierza oraz jego matkę Rychezę do ucieczki z kraju. Władzę na ziemiach polskich przejęli możnowładcy, którzy objęli rządy nad poszczególnymi dzielnicami kraju. Władza centralna praktycznie przestała istnieć. Kraj podzielił się na kilka terytoriów zarządzanych przez samozwańczych władców nazwanych przez Wincentego Kadłubka poronionymi książętami. Ucisk niższych warstw nie zelżał, a brak władzy centralnej ułatwił wybuch wielkiego powstania ludowego.
Powstanie ludowe wybuchło prawdopodobnie w 1038 roku i było reakcją na nałożenie na poddanych znacznych obciążeń, które musieli ponosić na rzecz państwa i możnowładców oraz w związku z rozbudową i ugruntowywaniem struktur Kościoła katolickiego. Po okresie zamętu po najeździe ruskim i osłabieniu władzy monarszej aparat państwowy nie był już w stanie tłumić niezadowolenia, które znalazło ujście w powstaniu skierowanym przeciw możnowładztwu, dynastii i chrześcijaństwu.

(...) niewolnicy powstali na panów, wyzwoleńcy przeciw szlachetnie urodzonym, sami się do rządów wynosząc, i jednych na odwrót zatrzymali u siebie w niewoli, drugich pozabijali, a żony ich pobrali sobie w sprośny sposób i zbrodniczo rozdrapali dostojeństwa (...). Nadto jeszcze, porzucając wiarę katolicką – czego nie możemy wypowiedzieć bez płaczu i lamentu – podnieśli bunt przeciwko biskupom i kapłanom Bożym (...)

Zamieszki ominęły jedynie Mazowsze, na którym były cześnik Mieszka II – Miecław (Masław) – ogłosił się księciem.
Zniszczeń dopełnił najazd w roku 1038 Brzetysława I na Wielkopolskę. Brzetysław przyłączył także do swojego państwa Śląsk.
W latach 40. XI wieku książę Kazimierz powrócił do Polski dzięki pomocy cesarza i księcia Rusi Kijowskiej, którzy potrzebowali go jako przeciwwagi dla rosnącego w siłę Brzetysława I. Z pomocą rycerstwa niemieckiego i ruskiego książę przywrócił spokój w ogarniętym anarchią kraju.